# پیپرکند
پیپرکند (به لاتین: Piperkent) یک منطقهٔ مسکونی در روسیه است که در داغستان واقع شده‌است.